# S/S Östanå II
S/S Östanå II var ett svenskt ångfartyg. Hon byggdes 1908 på Bergsunds Mekaniska Verkstad för Ångfartygs AB i Östanå som redan hade ett likadant fartyg, S/S Östanå I. År 1913 köpte Waxholmsbolaget upp Ångfartygs AB och satte in Östanå II på rutten Stockholm–Bergshamra.
Den 3 augusti 1922 kolliderade Östanå II med ångbåten Norrleden I vid Karlsudds brygga. Under ångbåtskriget var konkurrensen mellan rederierna stenhård och båda fartygen försökte lägga till först för att plocka upp de passagerare som väntade.
År 1940 förlängdes Östanås rutt till Arholma, men 1942 lades hon upp på grund av bränslebrist. Efter kriget togs hon åter i tjänst, den här gången på rutten Stockholm–Svartlöga. Hon började dock bli till åren och 1 augusti 1950 fick hon maskinhaveri vid Vallersvik utanför Åkersberga. Sommaren därpå gick hon på grund och sjönk vid Gåsskär på Svartlögafjärden. Hon bärgades efter tre dagar, men Waxholmsbolaget beslutade att det inte skulle vara lönsamt att reparera henne och Östanå II såldes som skrot till British Iron & Steel Corporation i Newcastle hösten därpå. Under bogseringen till England slet sig Östanå på Nordsjön. Hon fångades in några dagar senare och bogserades in i Tyne där hon återigen såldes som skrot till C.W. Dorkin & Co i Gateshead.

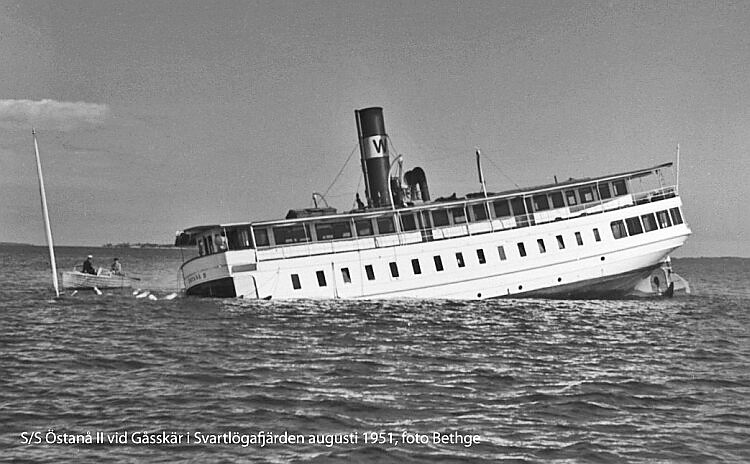
Östanå II efter grundstötningen i augusti 1951.